# Нижнє Гусне
Ни́жнє Гусне (до 2008 року — Нижнє Гусине) — село в Україні, у Самбірському районі Львівської області. Населення становить 259 осіб. Орган місцевого самоврядування — Боринська селищна рада.
На деяких картографічних ресурсах позначене за своєю старою назвою, як Нижнє Гусине.

## Назва
Існує декілька версій назви села. Одна з них — від «гусників», молодих і густих смереково-ялинових лісів, яких тут колись було чимало. Друга — від диких гусей, які жили на місцевій ріці. Третя версія назви стосується великої пожежі й занепаду давнього села Вир — нібито його жителі переселились вище по гирлу річки Гуснянки — від неї й одержало назву Гусне.
Існує і четверта, легендарна назва Гусного, пов'язана зі згаданим селом Вир. Там жив парубок, який чудово грав на гуслях. У нього за долиною жила кохана дівчина, до якої юнак приходив. Та хлопця через ревнощі й заздрість вбив інший залицяльник. Після скоєного він викинув гуслі у кущі — вони продовжували грати навіть після смерті парубка недоспівані пісні його любові. Перехожі зупинялися і слухали мелодію. Від цих чарівних звуків гуслів і походить назва Гусного за легендою.
Перша згадка про село датується 1556 роком.
У радянські часи в селі була головна садиба радгоспу «Карпати».

## Релігійні споруди

### Церква Втечі до Єгипту Пресвятої Богородиці
Посеред села розташована дерев'яна церква Втечі до Єгипту Пресвятої Богородиці (Непорочного зачаття Пресвятої Богородиці, Святої Трійці) 1903 року. 
Церква входить до реєстру пам’яток архітектури національного значення. Будівничим церкви був майстер Снігур Лука Павлович з села Погар.
Храм збудований у неоукраїнському стилі, хрещатий в плані зі смерекових брусів на мурованому фундаменті. До восьмибічної нави прилягають прямокутні зруби: бічні рамена, вівтар з невеликою прямокутною північною ризницею та бабинець. Середхресття вінчає високий світлий восьмерик, вкритий приплюснутою банею з ліхтарем і маківкою з хрестом, двосхилі дахи вівтаря і бабинця увінчані меншими восьмериками, ще менші вінчають двосхилі дахи бічних рамен. Церкву оперізує піддашшя, оперте на профільовані виступи вінців зрубів. Під піддашшям при західній стіні бабинця, схований характерний для майстра триарковий ґанок (тепер знесений). Стіни надопасання ошальовані вертикально дошками і лиштвами, а підопасання — тільки дошками.

### Дзвіниця Церкви Втечі до Єгипту Пресвятої Богородиці
Дерев'яна дзвіниця церкви Втечі до Єгипту Пресвятої Богородиці зведена 1888 року й також входить до реєстру пам’яток архітектури національного значення. У плані вона двоярусна: перший ярус зрубний, другий – стовповий. Дзвіниця вкрита пірамідальним наметовим дахом, під яким влаштована відкрита голосникова галерея.

## Господарство
У радянські часи радгосп спеціалізувався на вирощуванні картоплі, льону, м'ясо-молочному тваринництві.

## Відомі люди

### Уродженці
- Федько Василь Іванович — український поет, письменник, прозаїк, публіцист, науковець, громадський і політичний діяч, доктор філософії, лауреат Бойківського літературно-краєзнавчого конкурсу ім. Мирона Утриска і Всеукраїнської премії ім. Ірини Вільде, член Української асоціації письменників, автор гімну Бойків.